# Fulvio Maia
Fulvio Maia, nome artístico de Fulvio Vasconcelos Maia (Rio de Janeiro, 7 de dezembro de 1976) é um cineasta e diretor de televisão brasileiro.
Reconhecido pelo seu trabalho como diretor de televisão em séries como "Lendas do UFC" e "Grandes Nomes" ambas lançadas pelo canal Multishow e por "Destino: Educação" e “Futura Profissão” do Canal Futura.
Além de sua carreira como diretor, recebe outros créditos como o de roteirista, editor, produtor executivo e compositor.
Ainda na adolescência, aos quinze anos, Fulvio Maia trabalhou em companhias teatrais como técnico de luz e som, tendo nos anos seguintes exercido uma curta carreira como ator. Em um de seus trabalhos, interpretou o poeta francês Arthur Rimbaud no espetáculo "Uma flor para Rimbaud", escrito por Flavio Van Boekel. 
Sua carreira profissional na televisão iniciou-se em 1996 como editor de vídeo e diretor de comerciais em uma produtora sediada no centro histórico do Rio de Janeiro.
Parte de sua formação veio da vivência desde cedo nos teatros e frequentando produtoras e sets de filmagens, mas também de seus estudou em artes dramáticas e cinema. No ano 2000, graduou-se em cinema pela universidade Estácio de Sá e em 2009, estudou na London Film Academy.
Lançou uma carreira internacional no período de 2006 a 2011, dirigindo trabalhos na Inglaterra e em Angola.
Já de volta ao Brasil em 2011, fundou a Inverno Filmes. Uma produtora sediada no Rio de Janeiro que desenvolve conteúdo e projetos para a televisão brasileira.
Fulvio Maia lecionou a cadeira de rádio, televisão e cinema na Escola Técnica de Comunicação do Rio de Janeiro por cinco anos, além de atender a convites para palestras e oficinas em universidades pelo Brasil.
Atualmente, vive no Rio de Janeiro e continua a dirigir séries televisivas, documentários e outras produções audiovisuais para diversos canais. Além de comerciais para marcas nacionais e internacionais.

## Teatro
- Ato de Loucura: A vida
- Uma Flor para Rimbaud

## Filmografia
- Parafuso
- Todo o Tempo do Mundo
- O Mensageiro de Arben
- Não são vozes, são verdades
- The Medusa´s Syndrome
- Outsiders
- O Último Deserto (2019)

## Televisão
- No Caminho
- Embarcados
- Lendas do UFC
- Grandes Nomes Multishow
- Slackline
- 9 Pés
- China: Nos passos de Chloé Calmon
- Destino: Educação - Escolas Inovadoras
- Reação Brasileira
- Resgate Pet
- Futura Profissão